# Pablo Guiñazú
Pour le joueur argentin de rugby à XV, voir Eusebio Guiñazú.
Pablo Horacio Guiñazú, né le 26 août 1978 à General Cabrera en Argentine, est un footballeur international argentin évoluant au poste de milieu défensif.
Il est surnommé Cachorro louco (chien fou en portugais) au Brésil, en raison de son activité au milieu de terrain.

## Biographie

### En club
Pablo Guiñazú commence sa carrière en tant que milieu offensif chez les Newell's Old Boys en 1996 avec qui il joue plus de 100 matches avant de rejoindre la Serie A à l'AC Pérouse. Il revient en Argentine la saison suivante chez le CA Independiente avec qui il remporte le championnat d'Argentine en 2003.
Il retrouve ensuite son club formateur les Newell's Old Boys avant de faire un passage en Russie au Saturn Ramenskoïe. Pablo Guiñazú part ensuite au Paraguay au Club Libertad et remporte deux fois le championnat en 2006 et 2007 après avoir échoué à la seconde place la première saison. Il atteint également la finale de la Copa Libertadores 2006, perdue face aux Brésiliens de l'Internacional.
Repéré lors de cette confrontation, il pose ses valises un an plus tard au Brésil à l'Internacional où il s'impose comme l'un des spécialistes du poste du pays en étant élu meilleur milieu défensif en 2009 (après avoir terminé deuxième la saison précédente) et en étant nommé dans l'équipe type du championnat brésilien la même année. L'Argentin forme avec Tinga et Sandro l'un des milieux de terrain les plus efficaces du championnat brésilien avec qui il remporte la Copa Libertadores 2010. Il devient par ailleurs capitaine lors de la saison 2011.
Avec le club de Porto Alegre il se forge un palmarès important en remportant trois fois le championnat Gaúcho en 2008, 2009 et 2011, la Copa Sudamericana en 2008, la coupe Suruga Bank en 2009, la Copa Libertadores en 2010 et la Recopa Sudamericana en 2011. Il termine également second du championnat Gaúcho en 2010 et du championnat du Brésil en 2009, finaliste de la Coupe du Brésil en 2009 ainsi que de la Recopa Sudamericana cette même année et troisième de la coupe du monde des clubs en 2010.

### En sélection
Il est convoqué pour la première fois en équipe d'Argentine par Marcelo Bielsa en 2003 et effectue quatre apparitions sous le maillot albiceleste cette année.
Après plusieurs années sans convocation, il est rappelé par Alejandro Sabella à l'occasion d'un match amical contre le grand rival brésilien le 29 septembre 2011 où ne sont convoqués que les joueurs évoluant en Amérique du Sud. Malgré la défaite 2 buts à 0 de l'Argentine, sa prestation ravit le sélectionneur qui décide alors de le rappeler pour affronter la Bolivie et la Colombie. Le 15 novembre 2011, il débute en tant que titulaire face à la Colombie et est remplacé à la pause par Sergio Agüero (victoire de l'Argentine 2 buts à 1).

## Palmarès

### En club
| - CA Independiente - Championnat d'Argentine - Champion : 2003. |  | - Club Libertad - Championnat du Paraguay - Champion : 2006 et 2007. - Vice-champion : 2005. |  | - SC Internacional - Championnat Gaúcho - Champion : 2008, 2009, 2011 et 2012. - Vice-champion : 2010. - Copa Sudamericana - Vainqueur : 2008. - Championnat du Brésil - Vice-champion : 2009. - Coupe du Brésil - Finaliste : 2009. - Coupe Suruga Bank - Vainqueur : 2009. - Copa Libertadores - Vainqueur : 2010. - Coupe du monde des clubs - Troisième : 2010. - Recopa Sudamericana - Vainqueur : 2011. - Finaliste : 2009. |

### Individuel
- Équipe type du championnat brésilien en 2009[5].
- Meilleur milieu défensif du championnat brésilien en 2009, deuxième en 2008[4].